# Мэлони, Зейн
Зейн Мэлони (англ. Zane Maloney, род. 2 октября 2003 года в Бриджтауне) — барбадосский автогонщик. Чемпион Британской Формулы-4 в 2019 году, вице-чемпион Формулы-3 в 2022 году. На данный момент выступает в Формуле-2 в составе команды Rodin Carlin. Член Red Bull Junior Team.

## Карьера

### Картинг
Мэлони стал заниматься картингом в возрасте 12 лет, участвуя в местных барбадосских чемпионатах, а затем в американских. В 2017 году начал карьеру в европейских чемпионатах по картингу.

### Низшие формулы
В 2019 году дебютировал в Британской Формулы-4 в составе команды Carlin. За сезон выиграл десять гонок и с первого раза стал чемпионом, впервые в чемпионате став новичком, выигравшим титул.
В 2020 году Мэлони перешёл в Открытый чемпионат Евроформулы, продолжив выступать за Carlin. Занял восьмое место.
В 2021 году перешёл в Европейскую Формулу-Regional, где выступал в составе команды R-Ace GP. За сезон одержал одну победу во второй гонке в Монако при старте с поул-позиции и занял четвёртое место по итогам сезона.

### Формула-3
В 2022 году Мэлони дебютировал в Формуле-3 в составе Trident. На этапе в Имоле выиграл квалификацию, в основной гонке сошёл после разворота на подсыхающей трассе. Первую победу одержал в основной гонке в Спа-Франкоршаме. На следующем этапе в Зандворте вновь выиграл основную гонку. В последней гонке сезона, которая была завершена досрочно, лидировал в момент остановки и затем был признан победителем. По итогам сезона занял второе место. В конце года на церемонии вручения наград ФИА был признан лучшим новичком года.

### Формула-2
Мэлони принял участие в последнем этапе сезона 2022 года в Абу-Даби в составе Trident. По окончании сезона участвовал в тестах за команду Carlin. В январе 2023 года было объявлено, что Мэлони продолжит выступать в Формуле-2 в 2023 году в составе Carlin.

### Формула-1
В декабре 2022 года присоединился к Red Bull Junior Team, при этом получил ещё должность резервного гонщика команды Red Bull Racing на будущий сезон.

## Статистика выступлений

### Обща статистика
| Сезон | Серия                          | Команда                | Гонки            | Победы           | Полуы            | Б/Круги          | Подиумы          | Очки             | Место            |
| ----- | ------------------------------ | ---------------------- | ---------------- | ---------------- | ---------------- | ---------------- | ---------------- | ---------------- | ---------------- |
| 2019  | Британская Формула-4           | Carlin                 | 30               | 10               | 6                | 5                | 15               | 427              | 1                |
| 2019  | Radical Caribbean Cup          | -                      | 6                | 5                | -                | -                | -                | -                | 5                |
| 2020  | Открытый чемпионат Евроформулы | Carlin                 | 17               | 0                | 0                | 0                | 2                | 113              | 8                |
| 2021  | Европейская Формула-Regional   | R-ace GP               | 20               | 1                | 1                | 1                | 7                | 170              | 4                |
| 2022  | Формула-3                      | Trident                | 18               | 3                | 2                | 3                | 4                | 134              | 2                |
| 2022  | Формула-2                      | Trident                | 2                | 0                | 0                | 0                | 0                | 0                | 26               |
| 2022  | Radical Caribbean Cup          | N/A                    | 3                | 2                | 1                | -                | 3                | -                | НКЛ†             |
| 2023  | Формула-2                      | Rodin Carlin           | 2                | 0                | 0                | 0                | 1                | 15               | 3*               |
| 2023  | Формула-1                      | Oracle Red Bull Racing | Резервный гонщик | Резервный гонщик | Резервный гонщик | Резервный гонщик | Резервный гонщик | Резервный гонщик | Резервный гонщик |

* Сезон продолжается.
† Мэлони участвовал в соревновании по приглашению, поэтому ему не начислялись очки чемпионата.

### Формула-3
| Сезон | Команда | 1         | 2           | 3         | 4           | 5          | 6          | 7         | 8          | 9           | 10        | 11         | 12        | 13          | 14        | 15         | 16        | 17        | 18        | Место | Очки |
| ----- | ------- | --------- | ----------- | --------- | ----------- | ---------- | ---------- | --------- | ---------- | ----------- | --------- | ---------- | --------- | ----------- | --------- | ---------- | --------- | --------- | --------- | ----- | ---- |
| 2022  | Trident | БАХ СПР 4 | БАХ ГОН Ret | ИМО СПР 6 | ИМО ГОН Ret | БАР СПР 21 | КАТ ГОН 13 | СИЛ СПР 7 | СИЛ ГОН 11 | РБР СПР Ret | РБР ГОН 5 | ХУН СПР 10 | ХУН ГОН 2 | СПА СПР Ret | СПА ГОН 1 | ЗАН СПР 17 | ЗАН ГОН 1 | МНЦ СПР 4 | МНЦ ГОН 1 | 2     | 134  |

### Формула-2
| Сезон | Команда      | 1         | 2         | 3       | 4       | 5       | 6       | 7       | 8       | 9       | 10      | 11      | 12      | 13      | 14      | 15      | 16      | 17      | 18      | 19      | 20      | 21      | 22      | 23      | 24      | 25      | 26      | 27         | 28         | Место | Очки |
| ----- | ------------ | --------- | --------- | ------- | ------- | ------- | ------- | ------- | ------- | ------- | ------- | ------- | ------- | ------- | ------- | ------- | ------- | ------- | ------- | ------- | ------- | ------- | ------- | ------- | ------- | ------- | ------- | ---------- | ---------- | ----- | ---- |
| 2022  | Trident      | БАХ СПР   | БАХ ГОН   | ДЖИ СПР | ДЖИ ГОН | ИМО СПР | ИМО ГОН | БАР СПР | БАР ГОН | МОН СПР | МОН ГОН | БАК СПР | БАК ГОН | СИЛ СПР | СИЛ ГОН | РБР СПР | РБР ГОН | ПОЛ СПР | ПОЛ ГОН | ХУН СПР | ХУН ГОН | СПА СПР | СПА ГОН | ЗАН СПР | ЗАН ГОН | МНЦ СПР | МНЦ ГОН | ЯСМ СПР 15 | ЯСМ ГОН 16 | 26    | 0    |
| 2023  | Rodin Carlin | БАХ СПР 9 | БАХ ГОН 3 | ДЖИ СПР | ДЖИ ГОН | АЛБ СПР | АЛБ ГОН | БАК СПР | БАК ГОН | ИМО СПР | ИМО ГОН | МОН СПР | МОН ГОН | БАР СПР | БАР ГОН | РБР СПР | РБР ГОН | СИЛ СПР | СИЛ ГОН | ХУН СПР | ХУН ГОН | СПА СПР | СПА ГОН | ЗАН СПР | ЗАН ГОН | МНЦ СПР | МНЦ ГОН | ЯСМ СПР    | ЯСМ ГОН    | 3     | 15*  |

* Сезон продолжается.